# Jorge Enrique Concha Cayuqueo
Jorge Enrique Concha Cayuqueo OFM (* 8. Juni 1958 in Carahue, Chile) ist ein chilenischer römisch-katholischer Ordensgeistlicher und Bischof von Temuco.

## Leben
Jorge Enrique Concha Cayuqueo gehört dem indigenen Volk der Mapuche an. Er trat 1978 der Ordensgemeinschaft der Franziskaner bei und empfing am 20. Dezember 1986 das Sakrament der Priesterweihe. Nach weiteren Studien wurde er an der Päpstlichen Universität Gregoriana im Fach Sozialwissenschaften promoviert.
Am 14. Juli 2015 ernannte ihn Papst Franziskus zum Titularbischof von Carpi und zum Weihbischof in Santiago de Chile. Die Bischofsweihe spendete ihm der Erzbischof von Santiago de Chile, Ricardo Kardinal Ezzati Andrello SDB, am 29. August desselben Jahres. Mitkonsekratoren waren der Bischof von Rancagua, Alejandro Goić Karmelić, und der Bischof von Temuco, Héctor Eduardo Vargas Bastidas SDB.
Papst Franziskus ernannte ihn am 11. Juni 2018 zum Apostolischen Administrator des vakanten Bistums Osorno. Am 5. Februar 2020 ernannte ihn Papst Franziskus zum Bischof von Osorno. Die Amtseinführung erfolgte am 8. März desselben Jahres.
Am 4. März 2023 ernannte ihn Papst Franziskus zum Bischof von Temuco.